# Fermes Lufa
Les Fermes Lufa (anglais : Lufa Farms) est une entreprise d'agriculture urbaine hydroponique (hors-sol), située à Montréal au Québec. La mission de l’entreprise est d’améliorer le système alimentaire actuel en cultivant des aliments durablement et localement (là où les gens vivent). Les Fermes Lufa travaillent aussi en partenariat avec des fermiers, maraîchers et artisans locaux pour établir un système alimentaire durable, équitable et transparent,.

## Description
Fondée en 2009, l’entreprise met à profit des espaces urbains inutilisés en érigeant des serres commerciales sur les toits de bâtiments industriels dans la région du Grand Montréal. La première serre des Fermes Lufa, située dans le quartier d’Ahuntsic est aussi la première serre commerciale sur toit au monde. Depuis, l’entreprise a construit trois autres serres dont la plus grande serre commerciale sur toit au monde bâtie en 2020 dans l’arrondissement Saint-Laurent mesurant plus de 163 000 pieds carrés.
L’entreprise croit au développement d’un nouveau modèle de production alimentaire autosuffisant afin de continuer à nourrir les populations urbaines grandissantes. L’entreprise cherche à accomplir ceci en faisant pousser plus de nourriture en utilisant moins d’espace, en cultivant plus près des gens, en utilisant moins de ressources, en minimisant les impacts environnementaux le plus possible et en faisant preuve d’une transparence complète.
Les Fermes Lufa offrent un service de paniers d’aliments personnalisables à 100 %. L’entreprise travaille en partenariat avec plus de 350 fermiers, maraîchers et artisans locaux afin de distribuer une grande gamme de produits (viandes, fruits de mer, produits laitiers, etc.) sur leur Marché fermier en ligne ainsi que leurs propres légumes de serre. L’entreprise offre aussi un service de livraison à domicile ainsi qu'à plus de 300 points de cueillette partout au Québec. Depuis 2020, Les Fermes Lufa ont la capacité de nourrir l’équivalent de 2 % des domiciles montréalais.

## Historique

### 2009
L'entreprise a été fondée par Mohamed Hage et Lauren Rathmell, une diplômée en biochimie. Né au Liban, Hage a grandi entouré de jardins sur toits. Après son arrivée au Canada, il fut surpris d’apprendre que les fruits et légumes parcourent souvent des milliers de kilomètres avant d'atteindre les consommateurs canadiens. Inspirés par les jardins sur toits du pays natal de Hage, lui et Rathmell se sont donné comme mission de bâtir un meilleur système alimentaire en facilitant l’accès aux produits locaux. Kurt Lynn, un spécialiste en marketing et Yahya Badran, l’ingénieur ayant supervisé la construction de la première serre, ont aussi joué un rôle clé dans la fondation de l’entreprise.

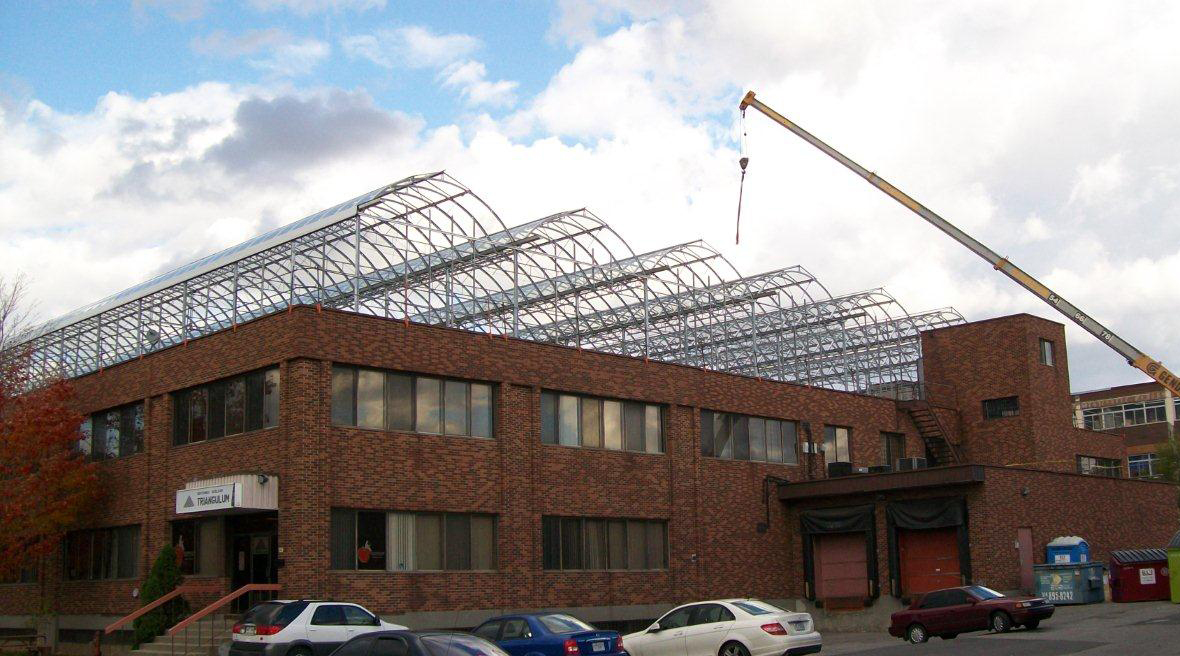
Construction de la première serre de Montréal, 2011.

### 2010
Les Fermes Lufa ont complété la construction de leur première serre sur toit dans le quartier d’Ahuntsic à Montréal. Celle-ci est la toute première serre commerciale sur un toit au monde, avec 31 000 pieds carrés de production de légumes. La serre se trouvait alors directement au-dessus du siège social et du centre de distribution original de l’entreprise.

### 2011
L’entreprise a récolté ses premiers légumes de toit et a commencé à livrer des paniers hebdomadaires de légumes à une première cohorte de clients baptisée « Lufavores » (contraction de Lufa et locavore). À l'époque, l'entreprise cultivait 40 variétés de légumes et desservait environ 200 clients sans possibilité de personnaliser les commandes. Grâce à un réseau de points de cueillette de quartier, les paniers étaient livrés à quelques pas de la porte des clients.

### 2013
Les Fermes Lufa ont construit leur deuxième serre sur toit dans la ville voisine de Laval, au Québec, dotée de 43 000 pieds carrés d’espace de production.
Afin d'offrir une plus grande variété, les Fermes Lufa se sont associées à des centaines de fermiers, maraîchers et artisans locaux pour offrir des milliers de fruits et légumes de saison, du pain cuit sur commande, des fruits de mer et plus encore. Grâce à ces partenariats et au Marché fermier en ligne de l'entreprise, Les Fermes Lufa ont commencé à offrir des paniers personnalisables à leurs clients.

### 2016
L'entreprise a traversé une période de croissance importante. Le nombre total de paniers hebdomadaires a dépassé les 10 000 et l'entreprise a dû doubler ses effectifs pour tenir le rythme. C'est également l'année où Les Fermes Lufa ont lancé leur livraison écologique à domicile par voiture électrique et où la trésorerie de l'entreprise a basculé dans le positif.

### 2017
Les Fermes Lufa ont construit leur troisième serre sur toit dans l'arrondissement d’Anjou à Montréal. Cette serre, plus grande et dotée de technologies plus avancées, possède 63 000 pieds carrés d'espace de culture. Celle-ci a permis à l'entreprise d'augmenter sa capacité de production à 138 000 pieds carrés et de nourrir plus de 10 000 domiciles montréalais tout au long de l'année.

### 2019
Ses installations à Ahuntsic étant devenues trop petites, l'entreprise a déménagé son siège social et son centre de distribution à Ville Saint-Laurent, où elle a commencé la construction de sa quatrième et plus grande serre sur toit.

### 2020
En août 2020, Les Fermes Lufa ont ouvert leur quatrième serre sur toit dans l'arrondissement de Saint-Laurent à Montréal. Cette nouvelle serre est la plus grande serre commerciale sur toit au monde avec une superficie de plus de 163 000 pieds carrés (environ trois terrains de football). Sa superficie étant plus grande que celle des trois serres précédentes réunies, cette serre a permis à l'entreprise de doubler sa capacité de production et de fournir des légumes locaux tout au long de l’année à l’équivalent de 2 % des domiciles montréalais.
Le 24 décembre 2020, l'entreprise a lancé son Programme de dons directs pour lutter contre l'insécurité alimentaire en donnant accès aux produits frais de son Marché en ligne à des familles dans le besoin. Le programme fournit à des familles et individus souffrant d'insécurité alimentaire des crédits pour le Marché en ligne pour personnaliser leurs paniers d’épicerie hebdomadaires.

### 2021
Au début de 2021, Les Fermes Lufa ont étendu leur service de livraison à domicile à l'extérieur de la région du Grand Montréal afin de desservir leurs clients dans un rayon de trois heures de leur centre de distribution dans l’arrondissement Saint-Laurent.

## Techniques agricoles
Les cultures des Fermes Lufa sont cultivées dans des serres situées sur les toits de grands bâtiments industriels.[3] Dans ses opérations, l'entreprise utilise deux systèmes hydroponiques différents : la technique du film nutritif et une technique d'injection directe impliquant un substrat de cocotier. La pluie et l'eau de fonte sont ajoutées à l’eau de la ville dans le système hydroponique en circuit fermé qui recycle la majeure partie de l'eau.

## Principes d'agriculture responsable
Les Fermes Lufa croient au développement d’un nouveau modèle de production alimentaire autosuffisant pour continuer à nourrir une population croissante tout en visant à réduire la pollution et le gaspillage alimentaire. Pour y parvenir, l'entreprise convertit des espaces urbains inutilisés afin de cultiver des légumes là où les gens vivent et fait partenariat avec des fermiers, maraîchers et artisans locaux. Ceci réduit les émissions de gaz à effet de serre liées au transport de produits alimentaires importés.
De plus, la construction de serres sur des toits permet une meilleure efficacité énergétique, puisque les serres récupèrent la chaleur résiduelle des bâtiments sur lesquels elles sont perchées. L’été, la transpiration naturelle des plantes rafraîchit les serres et contribue ainsi à atténuer l'effet d'îlot de chaleur produit par les toits en goudron noir dans les grandes zones industrielles urbaines où la végétation est rare.
L’entreprise utilise aussi un système hydroponique en circuit fermé et recircule son eau d’irrigation, ce qui lui permet de minimiser le volume d'eau utilisé pour ses cultures. L'entreprise n'utilise pas de pesticides de synthèse. Elle s'appuie principalement sur les biocontrôles, c’est-à-dire l'introduction d’insectes prédateurs, pour maîtriser écologiquement les populations d’insectes nuisibles dans ses serres. Les déchets verts provenant des serres des Fermes Lufa sont compostés et vendus sur leur Marché en ligne ou sont envoyés dans des sites de compostage municipaux ou privés.
Afin de minimiser le gaspillage alimentaire causé par une chaîne d’approvisionnement plus longue, les légumes cultivés dans les serres sur toit des Fermes Lufa sont récoltés à la commande et livrés directement aux clients dans les 24 heures suivant leur cueillette. Cela permet également aux produits de mûrir pleinement sur la plante et de développer leur goût.

## Responsabilité sociale
Les Fermes Lufa ont lancé leur Programme de dons directs en décembre 2020 dans le but de lutter contre l'insécurité alimentaire en donnant accès à des aliments frais à ceux qui en ont le plus besoin. L’entreprise s’est associée à des organismes à but non lucratif (Montréal Autochtone, Foyer pour femmes autochtones de Montréal, Le Chic Resto Pop, Les Fourchettes de l'Espoir, la Maison Benoît Labre, la Mission de l'Ouest-de-l'Île et L’Envol des femmes) qui identifient les personnes et les familles le plus à risque dans leur communauté afin de les intégrer au programme.
Le programme fournit à des familles et individus en situation précaire des crédits pour le Marché en ligne afin de personnaliser leurs paniers d’épicerie hebdomadaires. En décembre 2021, le Programme de dons directs a nourri plus de 500 enfants et adultes de façon hebdomadaire en livrant plus de 4000 paniers d'aliments frais, locaux et responsables et en recueillant plus de 330 000 $ en dons et contributions.
Les Fermes Lufa organisent également des visites publiques, des visites scolaires et divers ateliers dans leur serre d'Ahuntsic afin de promouvoir des pratiques agricoles urbaines, locales et durables.

## Galerie

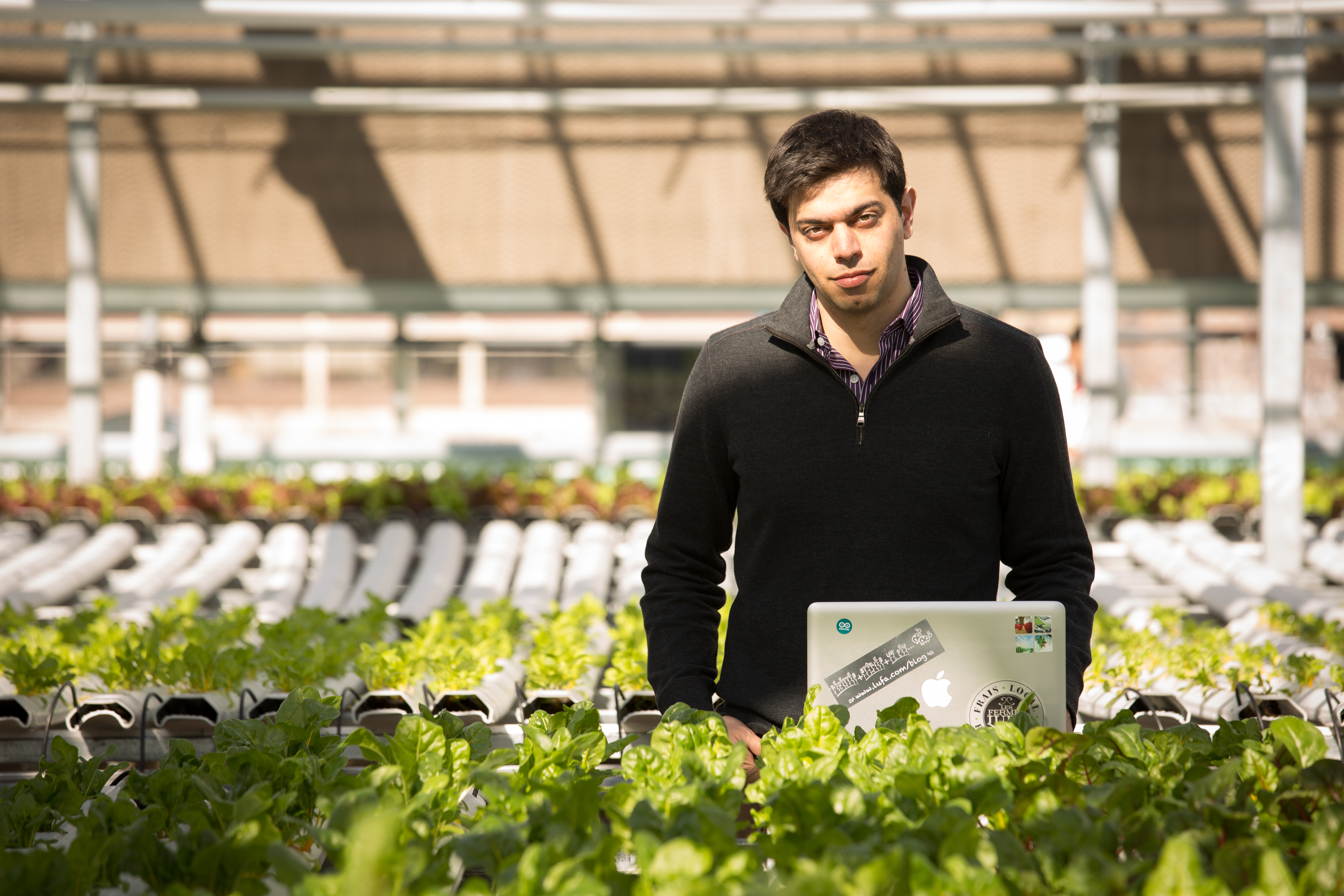
Mohamed Hage, le fondateur des Fermes Lufa.
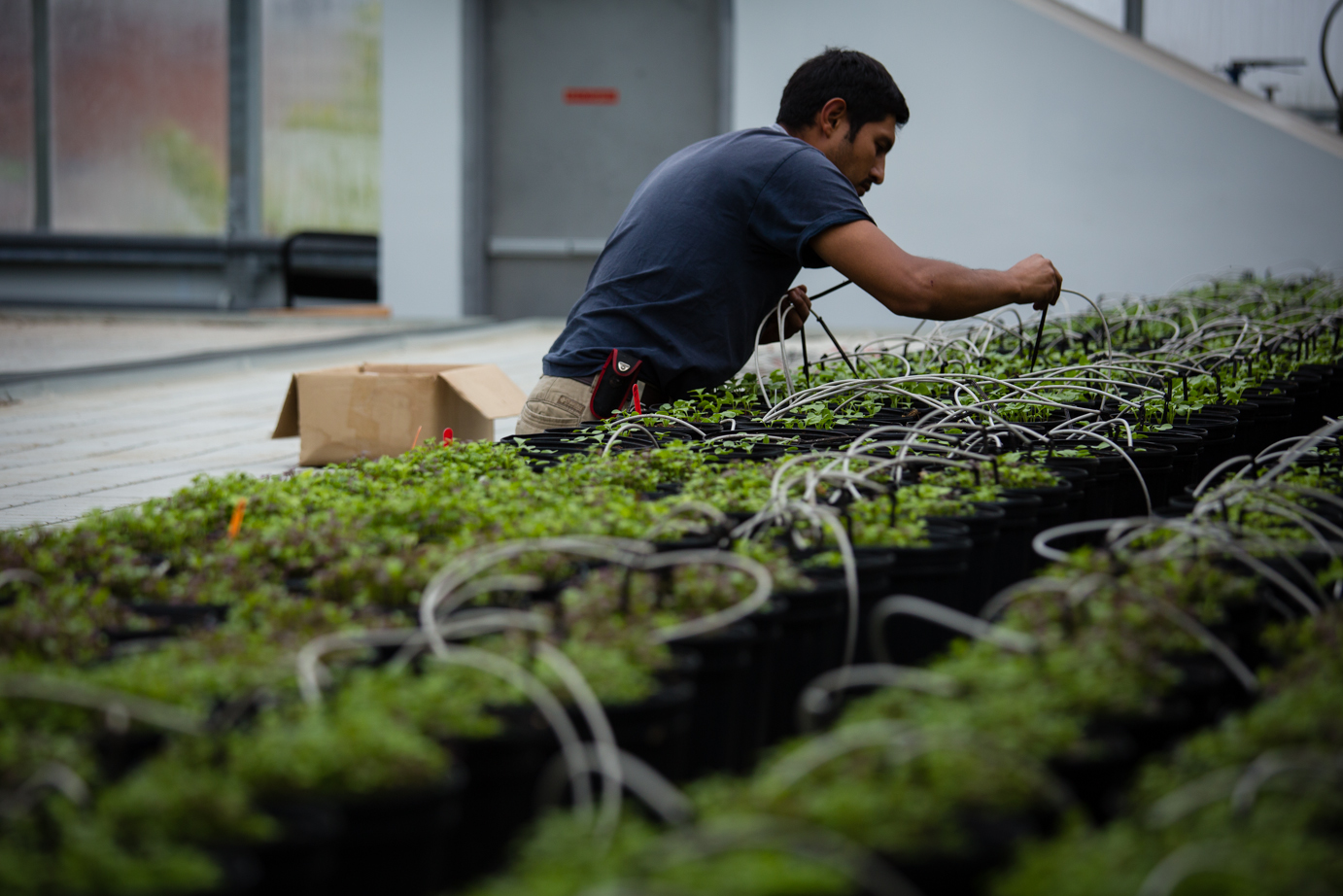
Membre de l'équipe de la science végétale.
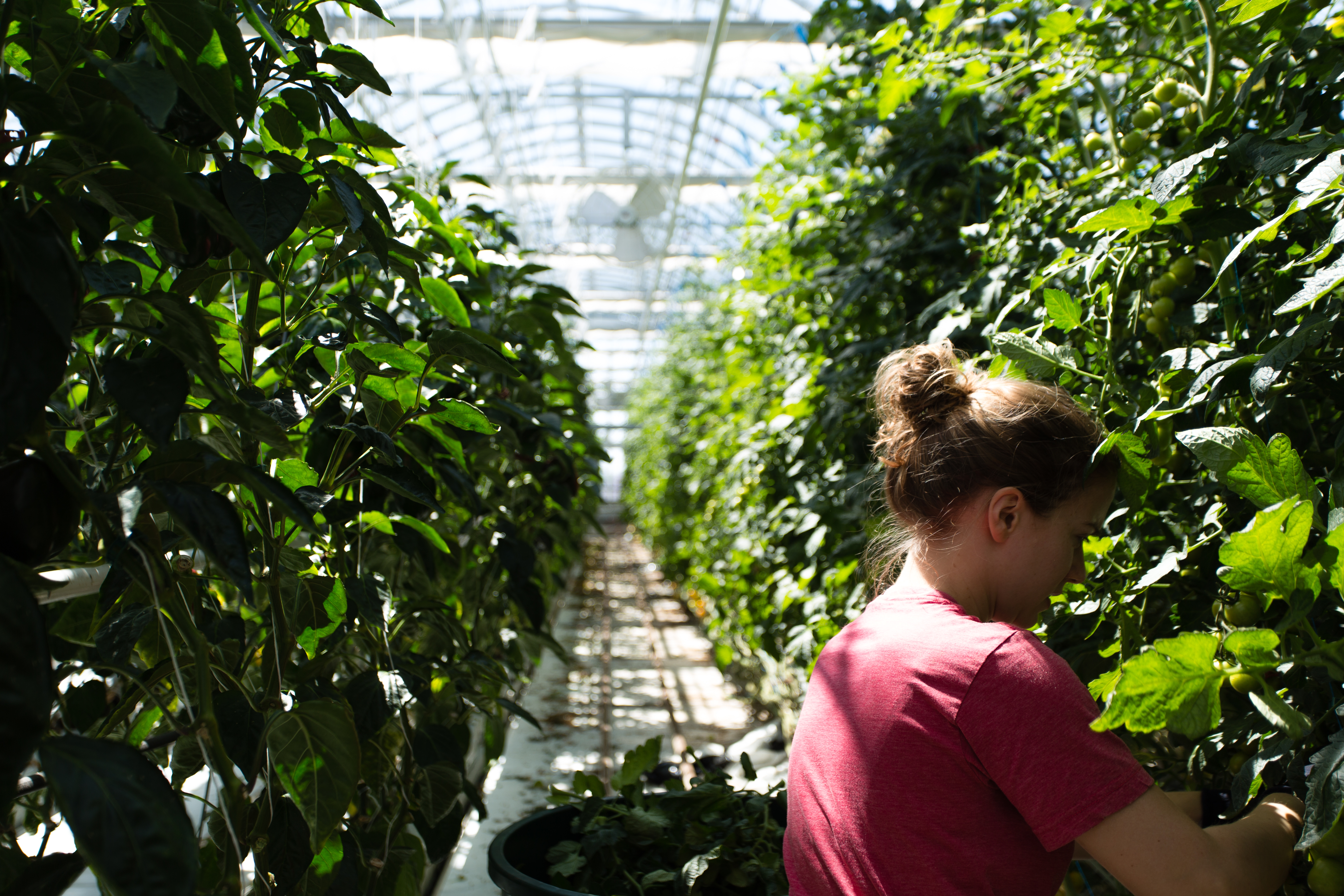
Récolte des légumes.
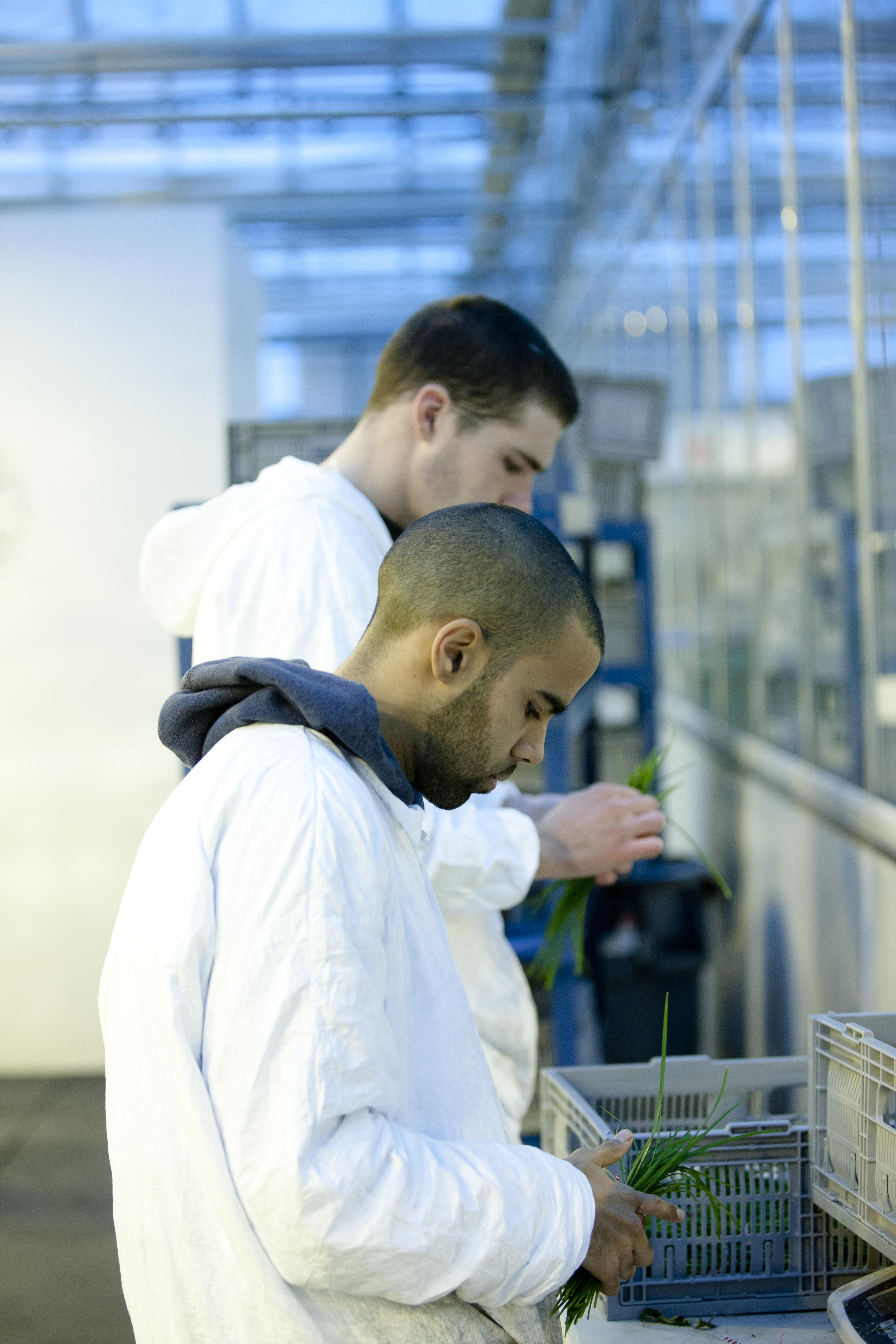
Préparation des légumes.
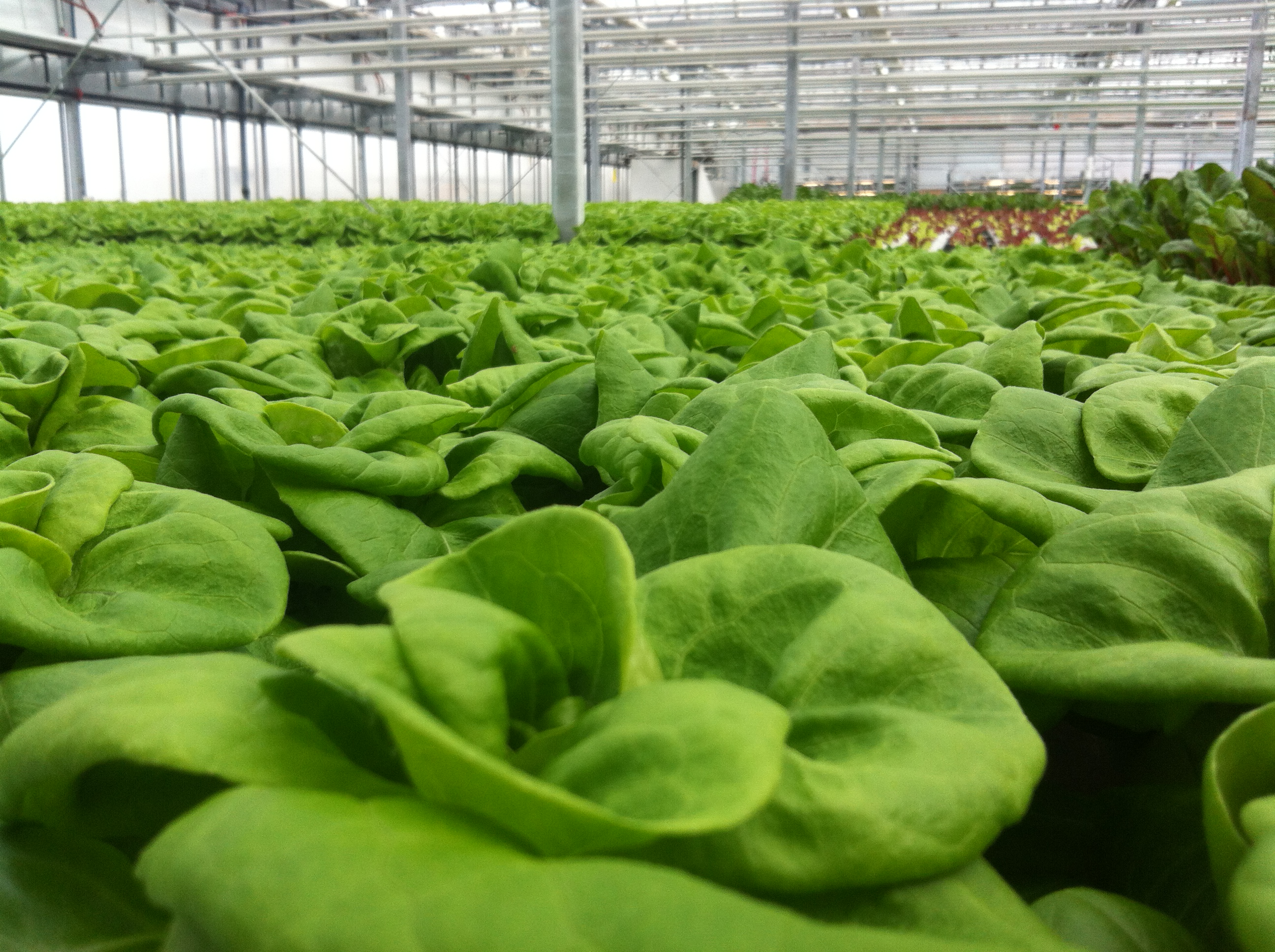
Laitue Boston.
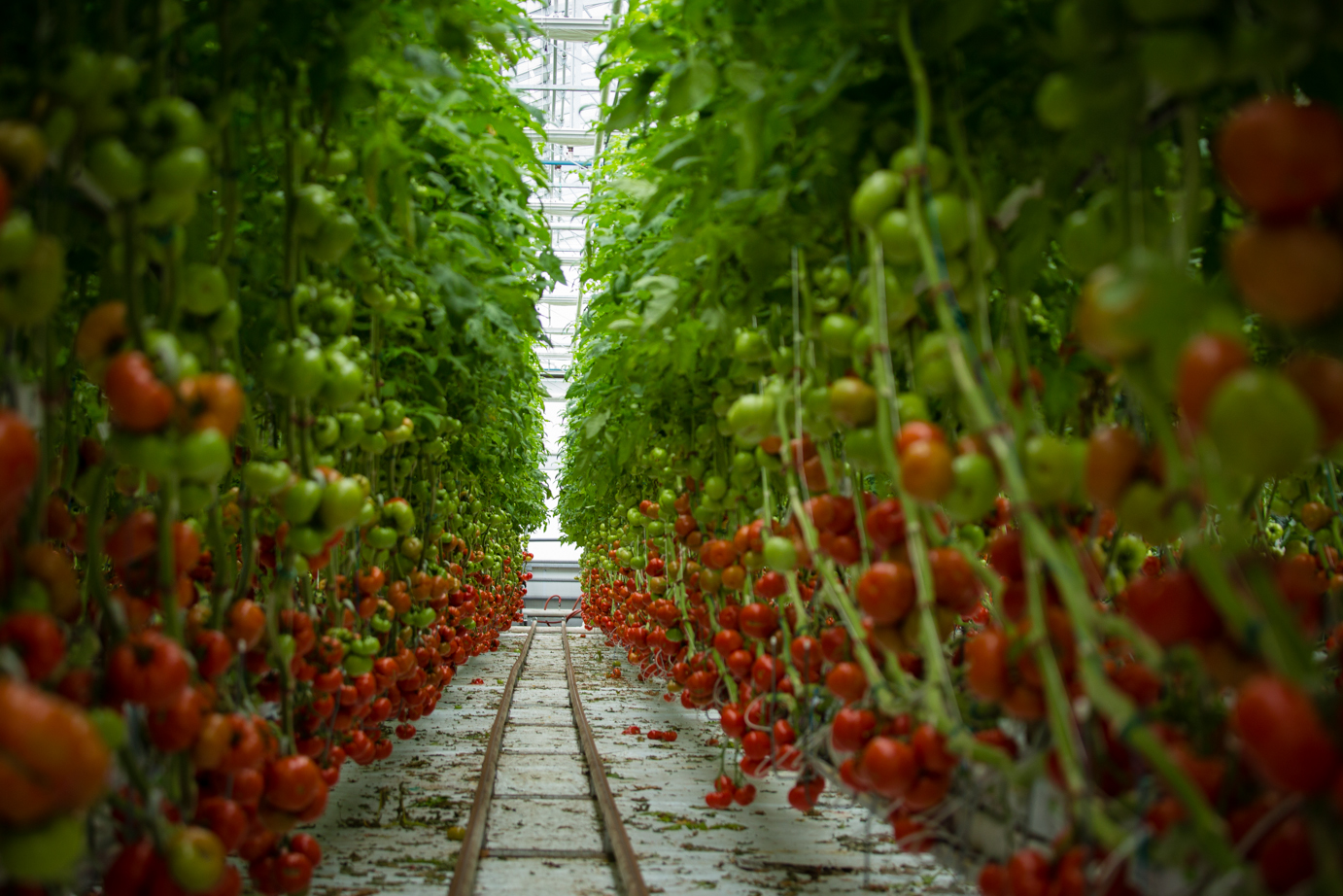
Rangées de tomates.
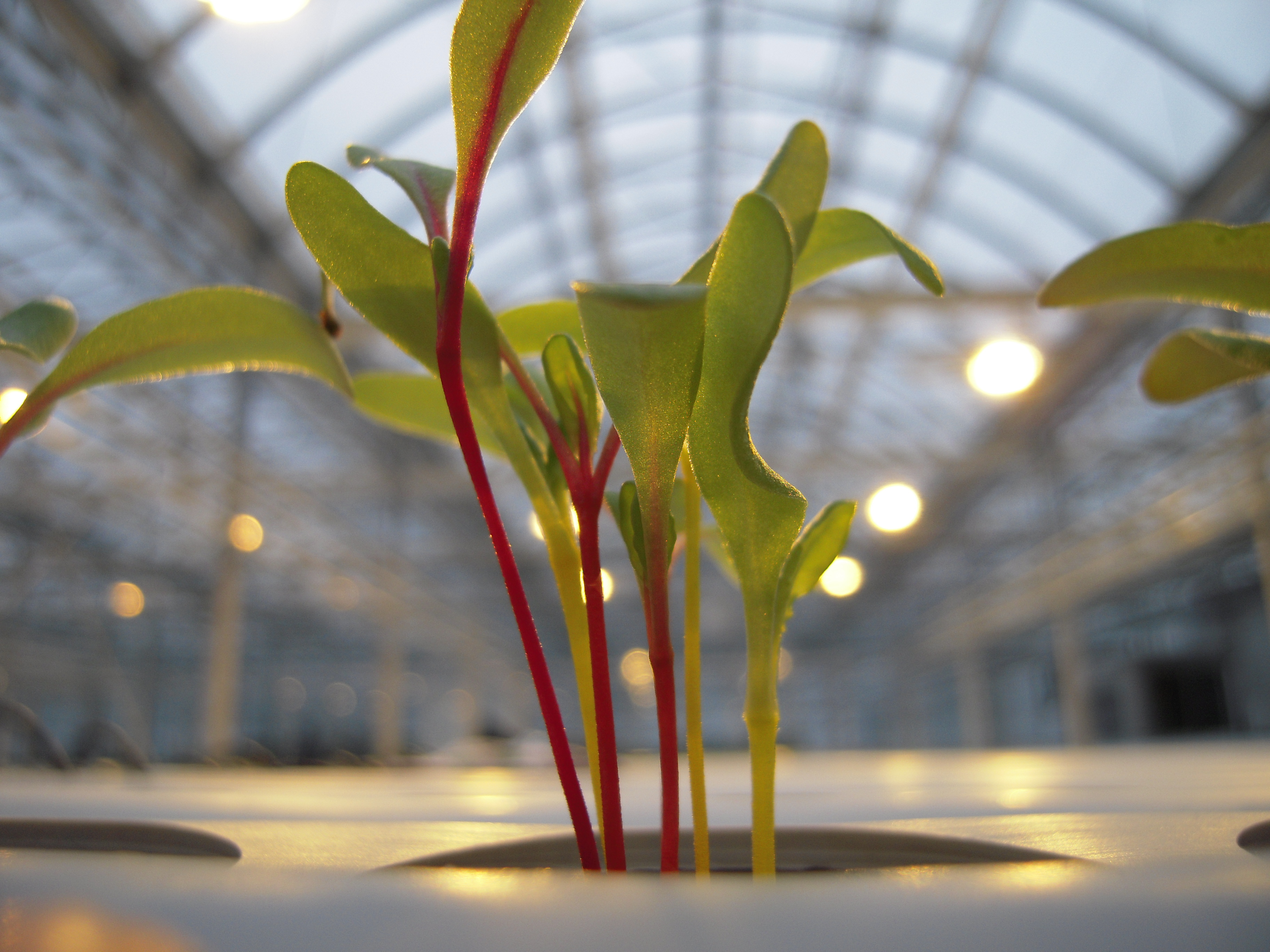
Bette à carde cultivée dans un film nutritif.
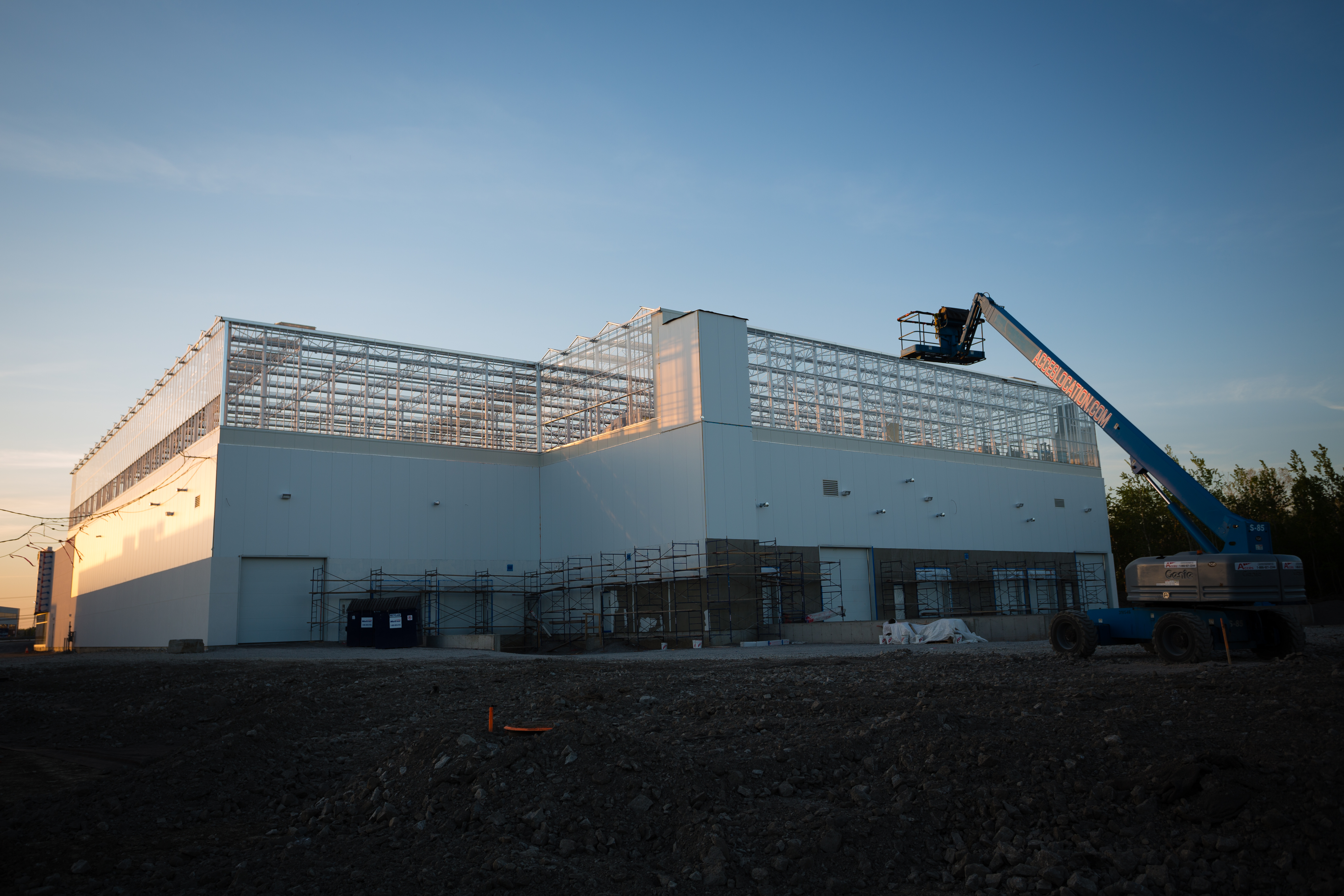
Construction de la deuxième serre à Laval, Québec (2013).